# Hartengrube

Die Lage der Hartengrube, rot markiert

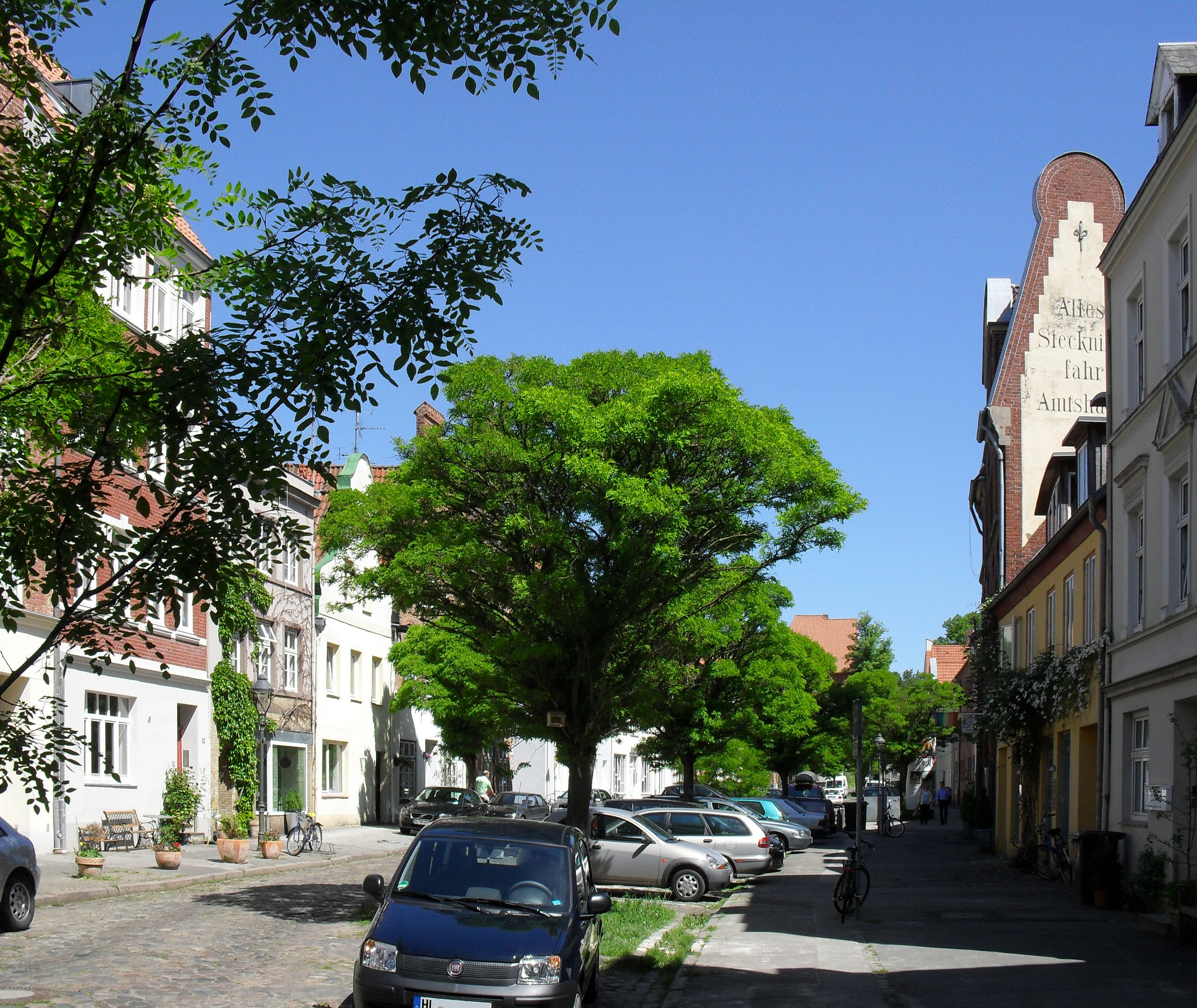
Die Hartengrube

Die untere Hartengrube (1903)

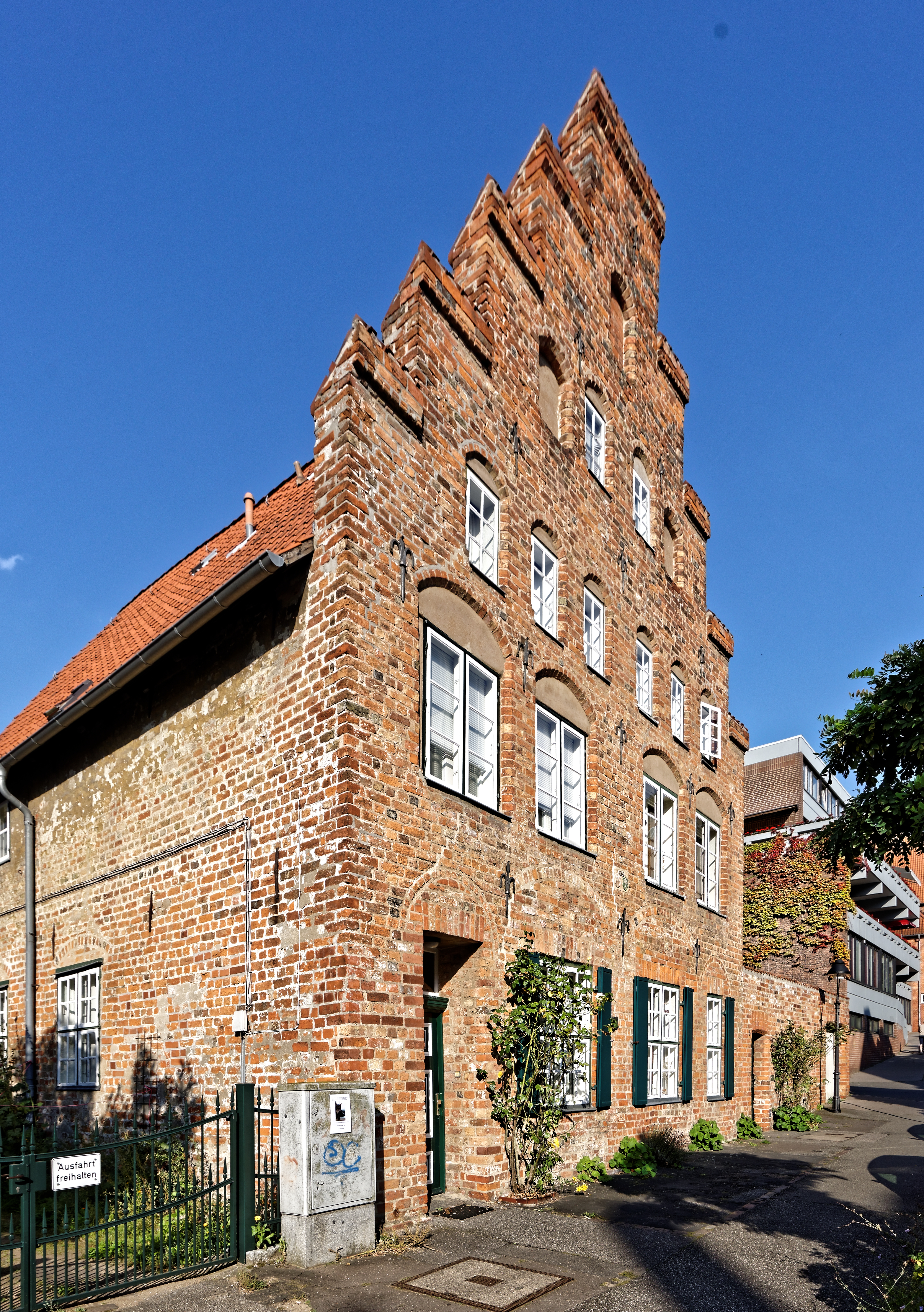
Hartengrube 6–8

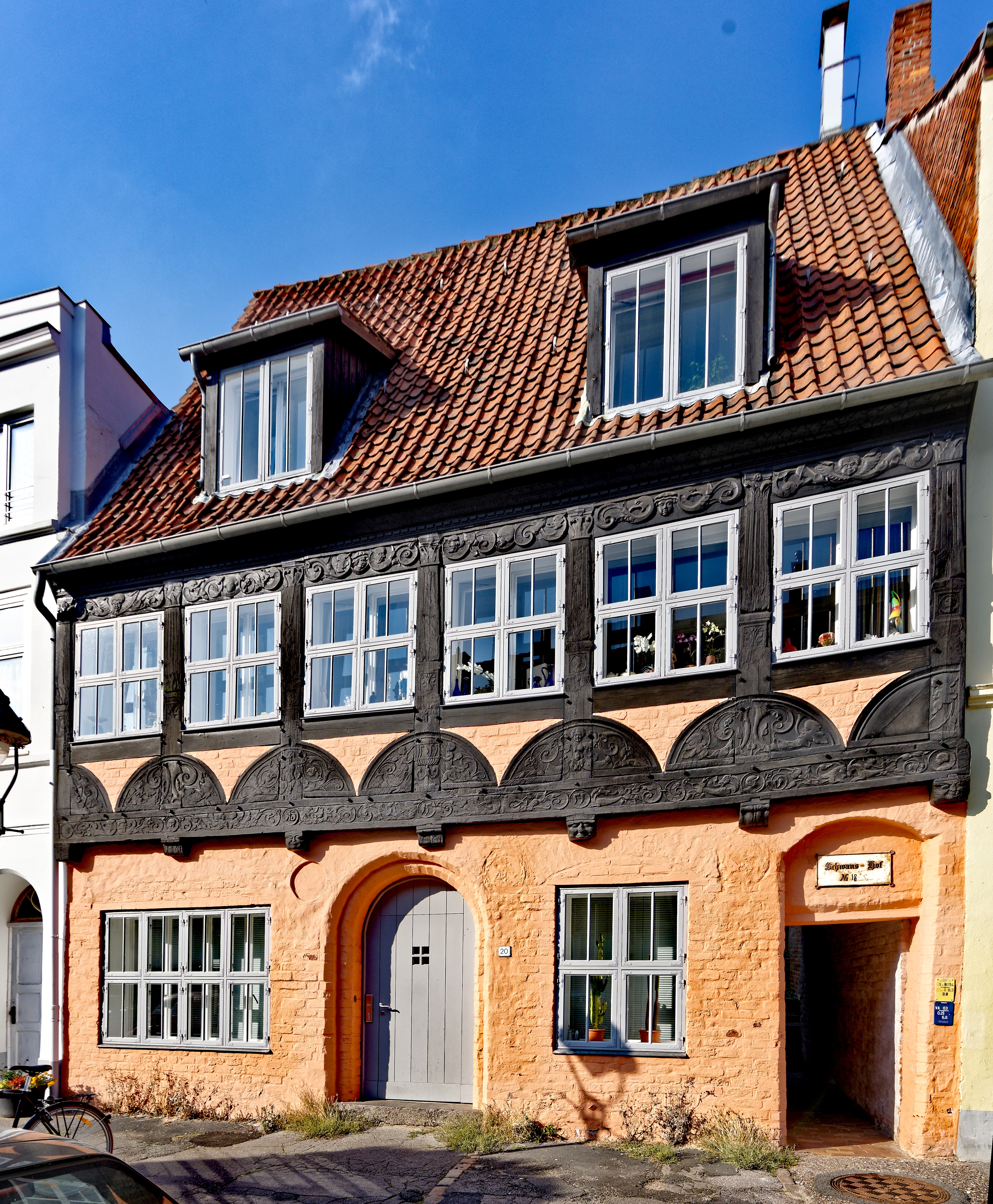
Hartengrube 20

Die Hartengrube ist eine Straße der Lübecker Altstadt.

## Lage
Die etwa 270 Meter lange Hartengrube befindet sich im südwestlichen Teil der Altstadtinsel, dem Marien Quartier. Sie beginnt am Zusammentreffen von Domkirchhof, Parade und Großem Bauhof vor dem Zeughaus und verläuft entlang der Nordseite des Großen Bauhofs westwärts hinab zur Trave. Nachdem von Norden her die Lichte Querstraße einmündet, trifft die Hartengrube auf die Obertrave und endet.

## Geschichte
Erstmals urkundlich erwähnt wird die Hartengrube 1287 als Fossata ducis (lat., Herzogs-Grube) und 1289 als Fossa ducis. Der Name bezog sich auf Herzog Heinrich den Löwen, Gründer des nahen Doms. 1364 lautet der Name mit gleicher Bedeutung Fossa ducum, und 1379 ist erstmals die niederdeutsche Fassung Hartogengrove belegt. Die Straßenbezeichnung hielt sich im Wesentlichen über die folgenden Jahrhunderte, unterlag jedoch ständigen Variationen:
- 1402: Hartigengrove
- 1460: Hertegengrove
- 1569: Harkengrove
- 1608: Hartiengrove
- 1768: Herzogengrube

1852 wurde Herzengrube amtlich als Straßenname festgelegt, 1884 jedoch in die heutige Bezeichnung Hartengrube geändert.
Beim Bombenangriff vom 29. März 1942 wurde die Hartengrube zum Teil in Mitleidenschaft gezogen, was sich besonders gegenüber vom Großen Bauhof durch maßstabslose moderne Gebäude bemerkbar macht. Im Ganzen jedoch weist die Straße bis heute ein weitgehend geschlossenes, in Jahrhunderten gewachsenes Erscheinungsbild auf.

## Bauwerke
- Hartengrube 5: Renaissance-Haus der 2. Hälfte des 16. Jahrhunderts mit spätklassizistischen Elementen von 1891
- Hartengrube 6-8: Auf die Jahre zwischen 1290 und 1316 zurückgehendes, 1579 errichtetes Renaissance-Treppengiebelhaus, einst Besitz des Domkapitels (Wappen von 1579), heute der Domgemeinde
- Hartengrube 9, Rademacher Gang, Haus 10–15: Auf die Jahre zwischen 1312 und 1370 zurückgehende Reihe von Fachwerk-Ganghäusern, errichtet 1660–1668
- Hartengrube 11: 1765 errichtete Rokoko-Fassade vor einem Renaissancehaus von 1660
- Hartengrube 12: Um 1500 errichtetes Renaissancehaus
- Hartengrube 14: Stietens Gang (siehe: Stiten (Adelsgeschlecht))
- Hartengrube 18, Schwans Hof, Haus 2–12: 1550 erbaute Reihe von 11 Renaissance-Ganghäusern unter einem gemeinsamen Dach
- Hartengrube 19: Auf die Jahre zwischen 1300 und 1312 zurückgehendes Barockhaus der Mitte des 18. Jahrhunderts
- Hartengrube 20: Auf das späte 13. Jahrhundert zurückgehendes Renaissance-Fachwerkhaus von 1551, Vorderhaus zu Schwans Hof
- Hartengrube 23: Etwa auf das Jahr 1300 zurückgehendes Barockhaus der 2. Hälfte des 18. Jahrhunderts
- Hartengrube 25: Haus des Historismus, Amtshaus der Stecknitzfahrer
- Hartengrube 28: Renaissance-Treppengiebelhaus der 2. Hälfte des 16. Jahrhunderts, gemeinsamer Doppelgiebel mit Nr. 30
- Hartengrube 30: Etwa auf das Jahr 1300 zurückgehendes Renaissance-Treppengiebelhaus der 2. Hälfte des 16. Jahrhunderts, gemeinsamer Doppelgiebel mit Nr. 28
- Hartengrube 39: Auf das dritte Viertel des 14. Jahrhunderts zurückgehendes Renaissance-Treppengiebelhaus von 1590

Heinrich Eduard Linde-Walther: Blick in die Hartengrube von der Straße An der Obertrave, um 1903. Links vorn die Hartengrube 54, hinter dem Eingang zum Kalandsgang die geraden Hausnummern 50–28.

- Hartengrube 40: Auf das späte 13. Jahrhundert zurückgehendes Renaissance-Treppengiebelhaus, errichtet im 1. Viertel des 17. Jahrhunderts
- Hartengrube 44, Heynats Gang, Haus 1–2: Fachwerk-Ganghäuser der 2. Hälfte des 16. Jahrhunderts
- Hartengrube 50: Auf die Jahre zwischen 1290 und 1320 zurückgehendes klassizistisches Haus, erbaut zwischen 1820 und 1830
- Hartengrube 52, Kalands Gang, Haus 2–5 und 9–12: Ganghäuser mehrerer Jahrhunderte
- Hartengrube 54: Auf die Jahre 1290–1352 zurückgehendes Renaissance-Treppengiebelhaus, errichtet zwischen 1580 und 1620; Eckhaus zu Kalands Gang

## Gänge und Höfe
Von der Hartengrube gehen oder gingen folgende Lübecker Gänge und Höfe ab (nach Hausnummern):
- 9: Rademacher Gang
- 13: Kruses Hof
- 14: Stitens Gang (zum Stiten-Stift)
- 18: Schwans Hof
- 25: Stecknitzfahrer Gang (abgängig)
- 35: Winters Gang
- 36: Petersens Gang (abgängig)
- 44: Heynaths Gang (auch: Heinatz Gang)
- 52: Kalands Gang